# Down for the Count
Down for the Count è il settimo album in studio dei Y&T, uscito nel 1985 per l'Etichetta discografica A&M Records.

## Tracce
1. In the Name of Rock (Alves, Haze, Kennemore, Meniketti) 5:32
2. All American Boy (David Robbins, Van Stephenson) 2:24
3. Anytime at All (Alves, Haze, Kennemore, Meniketti) 4:32
4. Anything for Money (Alves, Haze, Kennemore, Meniketti) 3:22
5. Face Like an Angel (Alves, Haze, Kennemore, Meniketti) 4:36
6. Summertime Girls [Studio Version] (Alves, Haze, Kennemore, Meniketti) 3:28
7. Looks Like Trouble (Alves, Haze, Kennemore, Meniketti) 4:07
8. Your Mama Don't Dance (Alves, Haze, Kennemore, Meniketti) 2:50
9. Don't Tell Me What to Wear (Alves, Haze, Kennemore, Meniketti) 4:02
10. Hands of Time (Alves, Haze, Kennemore, Meniketti) 6:11

## Formazione
- Dave Meniketti - voce, chitarra
- Joey Alves - chitarra, cori
- Phil Kennemore - basso, cori
- Leonard Haze - batteria, cori

### Altri musicisti
- Randy Nichols - tastiere
- Steffen Presley - tastiere
- Claude Schnell - tastiere
- John Nymann - cori
- Matteo Borgonovo - chitarra